# Ana Cristina de Souza

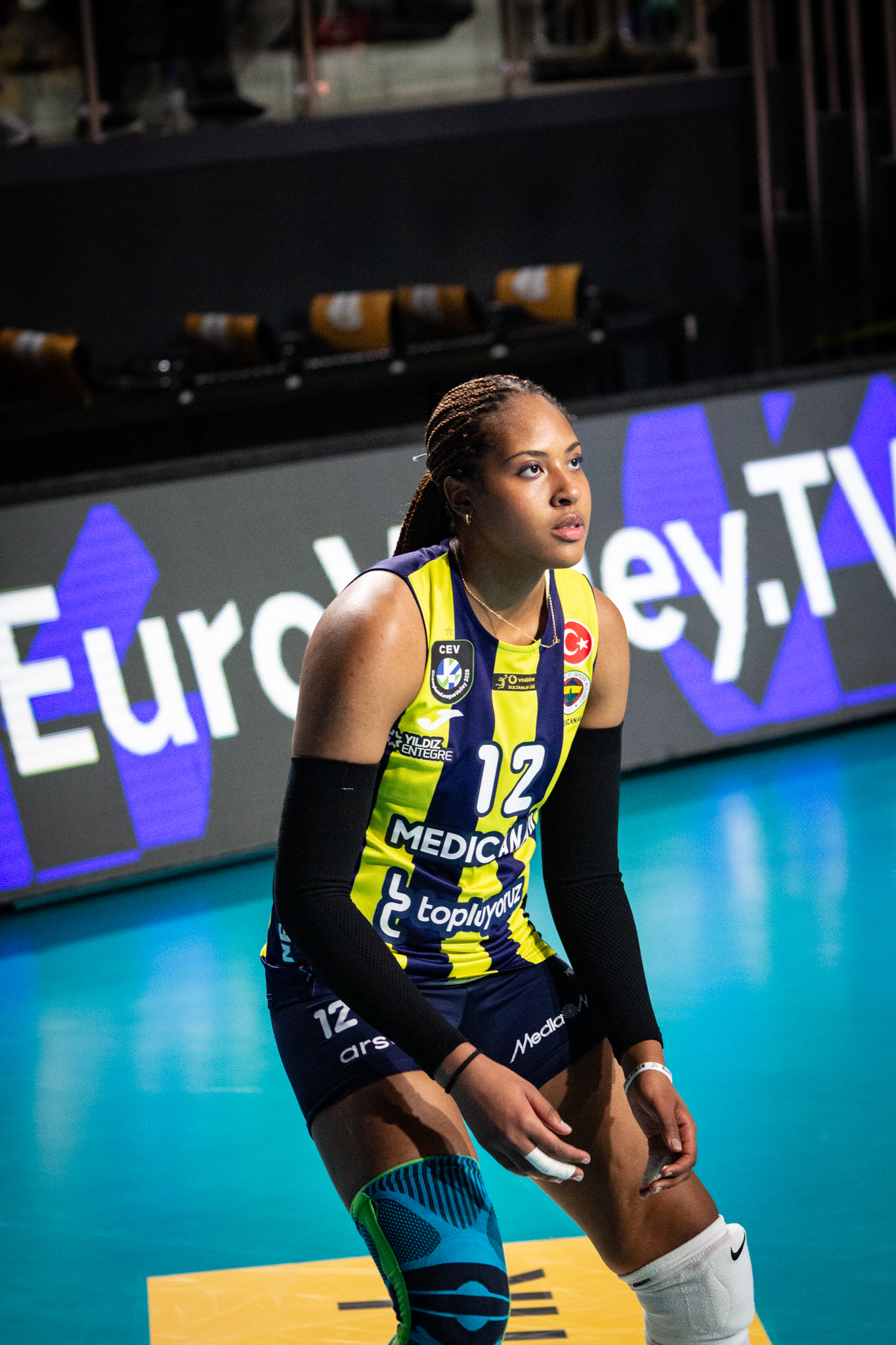
Ana Cristina de Souza zawodniczką Fenerbahçe Stambuł w sezonie 2024/2025

Ana Cristina Menezes Oliveira de Souza (ur. 7 kwietnia 2004 w Rio de Janeiro) – brazylijska siatkarka, reprezentantka kraju, grająca na pozycji przyjmującej.
Jej matka Cecília była siatkarką i również chłopak Jó Maurício Silva Neto uprawia siatkówkę.
W drugim meczu Ligi Narodów 2024 przeciwko reprezentacji Korei Południowej jej zagrywka z wyskoku osiągnęła prędkość 118 km/h przez co ustanowiła rekord świata.
W 3. tygodniu Ligi Narodów 2025 w meczu przeciwko reprezentacji Francji podczas lądowania po wykonanym bloku poczuła ból w lewym kolanie. Po meczu poddała się badaniom, które wykazały uszkodzenie łąkotki przyśrodkowej.

## Kariera klubowa
| Kariera juniorska | Kariera juniorska       | Kariera juniorska | Kariera juniorska | Kariera juniorska | Kariera juniorska | Kariera juniorska | Kariera juniorska | Kariera juniorska | Kariera juniorska | Kariera juniorska |
| ----------------- | ----------------------- | ----------------- | ----------------- | ----------------- | ----------------- | ----------------- | ----------------- | ----------------- | ----------------- | ----------------- |
| Sezon             | Klub                    |                   |                   |                   |                   |                   |                   |                   |                   |                   |
| 2019/2020         | Esporte Clube Pinheiros |                   |                   |                   |                   |                   |                   |                   |                   |                   |
| Kariera seniorska |                         |                   |                   |                   |                   |                   |                   |                   |                   |                   |
| Sezon             | Klub                    |                   |                   |                   |                   |                   |                   |                   |                   |                   |
| 2020/2021         | SESC/Flamengo           |                   |                   |                   |                   |                   |                   |                   |                   |                   |
| 2021/2022         | Fenerbahçe Stambuł      |                   |                   |                   |                   |                   |                   |                   |                   |                   |
| 2022/2023         | Fenerbahçe Stambuł      |                   |                   |                   |                   |                   |                   |                   |                   |                   |
| 2023/2024         | Fenerbahçe Stambuł      |                   |                   |                   |                   |                   |                   |                   |                   |                   |
| 2024/2025         | Fenerbahçe Stambuł      |                   |                   |                   |                   |                   |                   |                   |                   |                   |

## Sukcesy klubowe
Klubowe Mistrzostwa Świata:
- 2021

Mistrzostwo Turcji:
- 2023[4], 2024[5]
- 2022, 2025[6]

Superpuchar Turcji:
- 2022[7], 2024[8]

Puchar Turcji:
- 2024[9], 2025[10]

## Sukcesy reprezentacyjne
Mistrzostwa Ameryki Południowej Kadetek:
- 2018

Mistrzostwa Świata Kadetek:
- 2019

Igrzyska Olimpijskie:
- 2020
- 2024[11]

Liga Narodów:
- 2021, 2022[12], 2025[13]

Mistrzostwa Ameryki Południowej:
- 2021[14]

## Nagrody indywidualne
- 2018: Najlepsza atakująca Mistrzostw Ameryki Południowej Kadetek
- 2019: Najlepsza przyjmująca Mistrzostw Świata Kadetek
- 2021: Najlepsza atakująca Mistrzostw Ameryki Południowej